# Ämneslärare
En ämneslärare är en lärare som mestadels undervisar flera skolklasser i ett eller flera skolämnen.  I Sverige under 1800-talet och 1900-talet var ämneslärare vanligast i läroverken, enhetsskolans och grundskolans högstadium samt i gymnasieskolan.